# Autorité nationale palestinienne
Pour les articles homonymes, voir Palestine.
 (décembre 2016).
Si vous disposez d'ouvrages ou d'articles de référence ou si vous connaissez des sites web de qualité traitant du thème abordé ici, merci de compléter l'article en donnant les références utiles à sa vérifiabilité et en les liant à la section « Notes et références ».
1993–2013
Entités précédentes :
- État d'Israël (contrôle administratif)

Entités suivantes :
- État de Palestine

L’Autorité nationale palestinienne (en arabe ٱلسُّلْطَة ٱلْوَطَنِيَة ٱلْفِلَسْطِنِيَة, As-Solta al-Wataniya al-Filastiniya) est le nom de l'entité gouvernementale qui administre les habitants arabes de Cisjordanie et de la bande de Gaza dans les zones A et B de Palestine définies par les accords d'Oslo II. Elle a un président et une assemblée élue au suffrage universel, une police (mais pas d'armée) et des représentants dans plusieurs pays. Depuis janvier 2013, l'Autorité nationale palestinienne représente l'État de Palestine.

## Fonctionnement
L'Autorité nationale palestinienne est divisée en deux paliers. Le premier prend la forme d'un conseil législatif constitué de 132 députés. La moitié de ceux-ci sont élus dans les circonscriptions tandis que les 66 autres sont élus par suffrage universel. Le premier ministre fait partie de ce conseil et est nommé par le président. Par convention, c'est le chef du parti au pouvoir qui est nommé.
Le président est le second niveau de gouvernement. Il est élu lors d'élections distinctes.

## Histoire politique

### Création
L’Autorité nationale palestinienne voit le jour à la suite des accords d'Oslo , signés le 13 septembre 1993 entre l'État d’Israël, qui occupe les Territoires palestiniens depuis la guerre des Six Jours en 1967, et l’Organisation de libération de la Palestine (OLP). La Déclaration de principes sur les arrangements intérimaires « d’autogouvernement » prévoit notamment le retrait progressif des troupes israéliennes de la bande de Gaza et de Cisjordanie ainsi que l’établissement d’une autorité et d’une autonomie palestiniennes limitées. Une période de six ans (jusqu'en 1999) est définie pour mener à leur terme les négociations relatives au statut des Territoires palestiniens. Les prérogatives respectives de l'Autorité nationale palestinienne et de l'État d’Israël quant à l’administration de ces territoires sont également déterminées par les accords d'Oslo I, puis revues à l’occasion des accords d'Oslo II (1995).

### Présidence de Yasser Arafat (1996-2004)

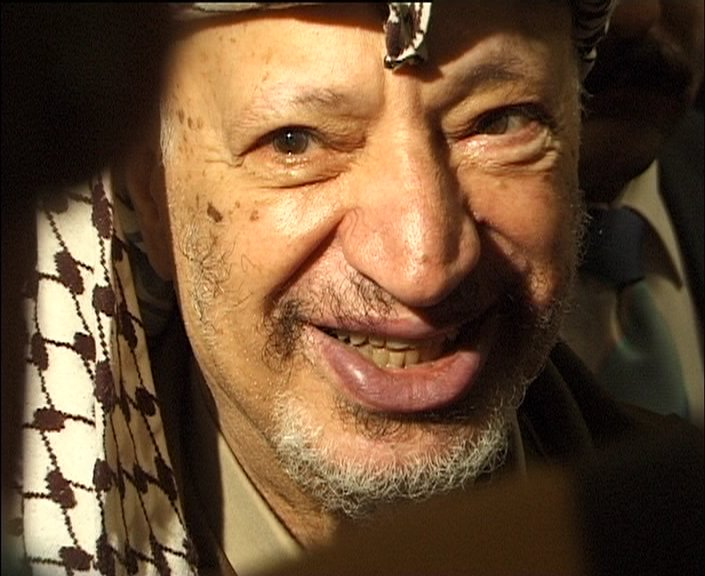
Yasser Arafat en mai 1999.

En 1996, Yasser Arafat est élu président de l'Autorité palestinienne, qu'il dirige jusqu'à sa mort, le 11 novembre 2004. Le 19 mars 2003, le président Yasser Arafat nomme Mahmoud Abbas Premier ministre de l'Autorité palestinienne sous les pressions américaines et européennes[réf. nécessaire]. Ces derniers refusaient de dialoguer avec Yasser Arafat. Après la démission de Mahmoud Abbas, le président nomme Ahmed Qoreï pour lui succéder le 7 octobre 2003.
Cependant, l'envenimement du conflit israélo-palestinien a rendu le statut de l'autorité palestinienne problématique selon les points de vue :
- son premier président, Yasser Arafat, est accusé par les gouvernants israéliens de soutenir le terrorisme, directement, par négligence ou par son inaction même s'il a condamné certains attentats contre les civils israéliens[4],[5] ;
- il est fréquemment accusé par la population qu'il administrait de corruption et de ne pas déléguer ou partager le pouvoir. Dans son autobiographie, Bill Clinton parle de Yasser Arafat comme de quelqu'un qui n'a pas réussi à dépasser la mentalité de « chef de guerre » pour enfin devenir le « chef d'État » dont il avait les fonctions et c'est à cela qu'il attribue l'échec des négociations du sommet de Camp David II ;

À la mort de Yasser Arafat, Rawhi Fattuh, président du conseil législatif palestinien (le parlement palestinien), conformément à la loi fondamentale palestinienne, assure la présidence par intérim pour soixante jours.

### Présidence de Mahmoud Abbas (depuis 2005)

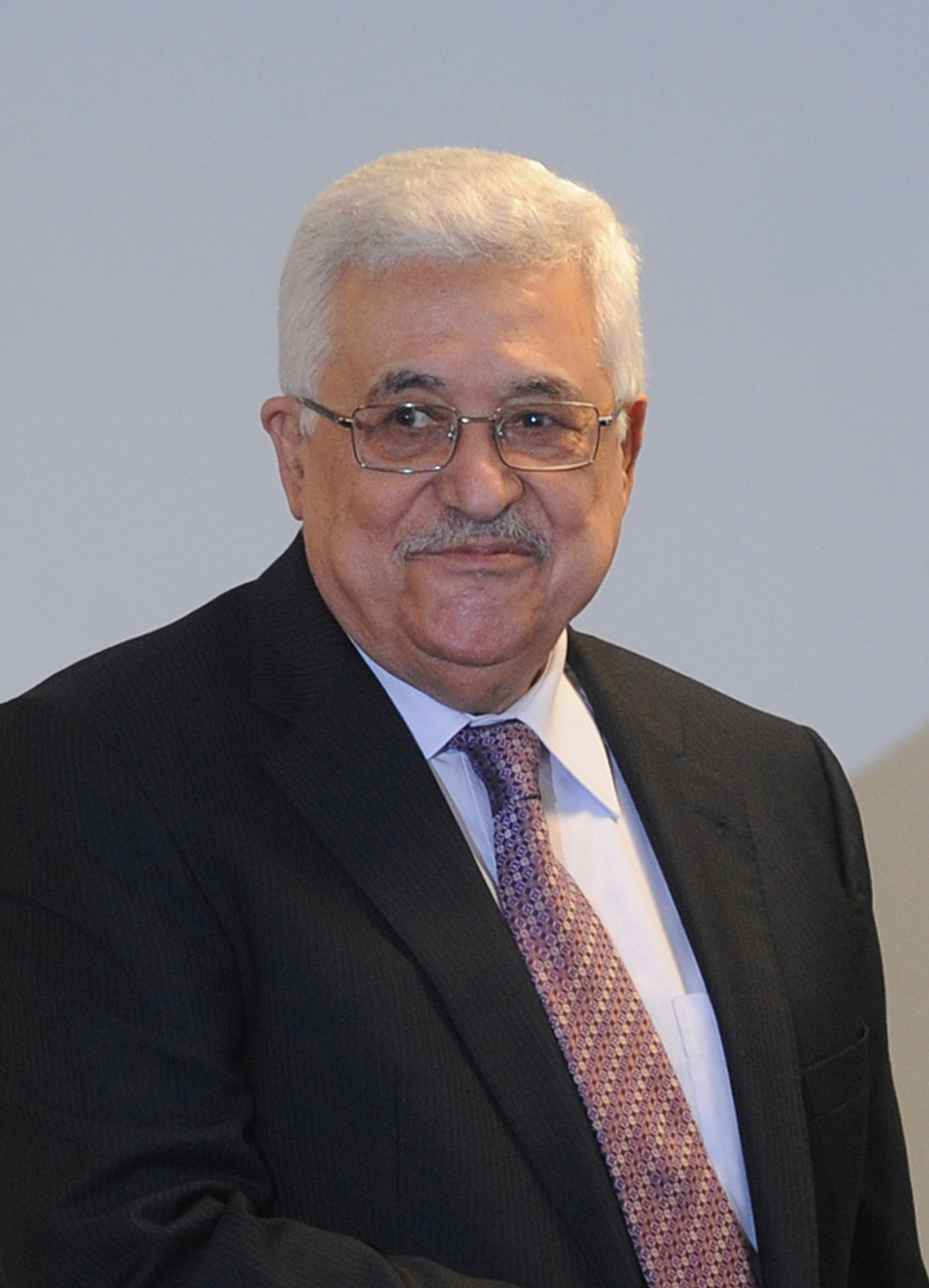
Mahmoud Abbas.

Mahmoud Abbas est élu, le 9 janvier 2005, président de l'autorité palestinienne. Son mandat a échu en 2009. Sous sa présidence et dans le prolongement de celle de Yasser Arafat, l'Autorité palestinienne lutte pour la création d'un État palestinien, aux côtés d'Israël et distinct de celui-ci.
Le 5 avril 2006, le procureur Ahmed Moghani publie une enquête sur des détournements de 700 millions de dollars, disparus des coffres de l'Autorité palestinienne. Au total, ces détournements portent sur une cinquantaine de cas de corruption financière et administrative. Dix mandats d'arrêt internationaux ont été délivrés. Selon Mohammed Rashid, conseiller financier de l'Autorité palestinienne, Abbas aurait détourné 100 millions de dollars. Le 10 juillet 2012, Mahmoud Abbas est mis en cause au Congrès des États-Unis, ainsi que ses deux fils par des accusations de corruption,.

#### Prise de pouvoir du Hamas
Les élections municipales palestiniennes de 2005 sont marquées par la participation du Hamas dans la vie politique de l'autorité palestinienne et par la popularité du mouvement parmi la population, notamment dans la bande de Gaza.
Aux élections législatives palestiniennes du 26 janvier 2006, le Hamas obtient 74 sièges contre 45 pour le Fatah. Le président Mahmoud Abbas appelle à la formation d'un gouvernement Hamas par Ismaël Haniyeh.
Le 25 mai 2006, il annonce la tenue d'un référendum en ce sens.
La question posée aux Palestiniens serait : acceptez-vous, ou non, le document élaboré au début du mois par des dirigeants palestiniens détenus en Israël ? Ce document appelle à un État palestinien en Cisjordanie, dans la bande de Gaza et à Jérusalem Est, territoires occupés par Israël à l’occasion de la guerre de 1967. Le document a été négocié pendant quatre semaines par d’importants prisonniers appartenant au Hamas et au Fatah dans la prison israélienne de Hadarim, où se trouve actuellement en détention le dirigeant du Fatah Marouane Barghouti, et plus récemment celui du Hamas Abdel Aziz Doweik.
Abbas a déclaré lors d’une réunion de dirigeants palestiniens qu'il existe un consensus national sur les frontières du futur État palestinien : « Tous les Palestiniens, du Hamas jusqu’aux communistes, nous tous voulons un État palestinien dans les frontières de 1967. Voilà ce qui est à notre portée, ne parlons pas de nos rêves ».
Il a précisé que si dix jours de dialogue entre le Hamas et le Fatah ne débouchaient pas sur un programme commun, il organiserait un référendum dans les quarante jours qui suivraient.
Interrogé sur le soutien dont auraient besoin les Palestiniens pour créer leur État indépendant, Abbas a dit : « Les États arabes attendent que nous adoptions cette attitude de réalisme, pour pouvoir travailler en harmonie et faire avancer la cause palestinienne. Ils ne peuvent rien faire pour la cause palestinienne si les Palestiniens s’opposent à tout ».
À la suite d'une guerre de factions entre le Fatah de Mahmoud Abbas et le Hamas de Ismaël Aniyeh, le Hamas contrôle la totalité de la bande de Gaza le 15 juin 2007.

#### Affrontements entre factions rivales

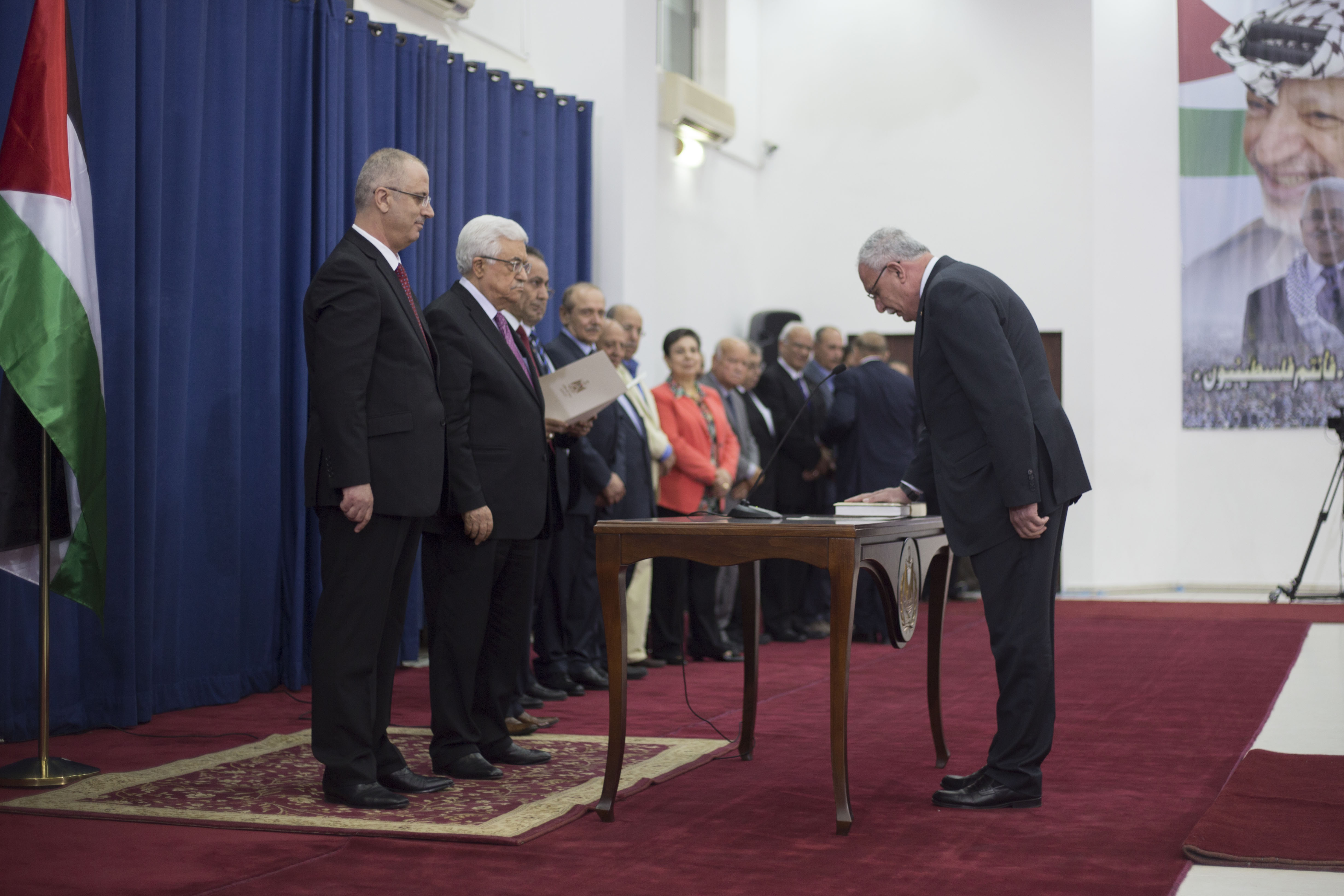
Le ministre des affaires étrangères, Riyad Al-Maliki, prête serment face au président Mahmoud Abbas, lors de l’intronisation du gouvernement d'union nationale, au quartier général de Al-Muqata'a, Ramallah, 2014.

La rivalité entre le Fatah et le Hamas amène leurs militants à des affrontements armés, principalement dans la bande de Gaza. Les discussions entre factions échouent plusieurs fois autour de la question de la formation d'un gouvernement d'union. Un Accord sur un gouvernement d'union nationale palestinien est trouvé le 8 février 2007 à La Mecque, pour composer un nouveau cabinet de coalition au Premier ministre Ismaïl Haniyeh.
Le 15 juin 2007, à la suite d'une guerre civile entre le Fatah et le Hamas qui a fait 113 morts, le Hamas contrôle la totalité de la bande de Gaza. Mahmoud Abbas dissout en représailles le gouvernement et appelle à des élections anticipées. La faction pro Fatah des martyrs d'al Aqsa affirme chercher en représailles des membres du Hamas en Cisjordanie.

#### Reconnaissance de la Palestine comme État observateur non membre de l'ONU
À la suite du gel du processus de paix, le président Mahmoud Abbas opte pour l'offensive diplomatique. Le 24 septembre 2011, il demande officiellement à la tribune des Nations unies l'adhésion de l'État palestinien à l'ONU. La demande est votée par l'Assemblée générale et passe favorablement devant le Conseil de sécurité mais les États-Unis apposent leur véto.
Le 31 octobre 2011, l'UNESCO admet la Palestine en tant qu'État membre. Comme elle n'est pas encore un État membre des Nations unies, son admission a dû se faire par la recommandation du Conseil exécutif qui s'est suivie d'un vote favorable à la majorité des deux tiers des États membres de l’ONU présents et votants à la Conférence générale. Le vote a été obtenu avec 107 voix pour, quatorze voix contre, et 52 abstentions.

Carte des votes par pays à l'Assemblée générale des Nations-Unies, sur l'acceptation de la Palestine en tant que pays observateur non-membre de l'ONU, novembre 2012.

Le 29 novembre 2012, date anniversaire du vote du plan de partage de la Palestine, la reconnaissance de la Palestine en tant qu’État observateur non-membre de l'ONU est portée au vote de l'Assemblée générale. L'Assemblée générale des Nations unies accepte la Palestine en tant qu’État observateur non membre par 138 voix pour (dont la France), neuf contre (dont les États-Unis, le Canada et Israël) et 41 abstentions (dont l'Allemagne et le Royaume-Uni), officialisant la reconnaissance d'un État palestinien au niveau international.
Le 3 janvier 2013, le président de l'Autorité palestinienne Mahmoud Abbas signe un décret présidentiel imposant aux administrations l'usage du logo « État de Palestine » à la place de celui « Autorité nationale palestinienne » utilisé jusqu'à présent. Toutefois, en janvier 2016, Mahmoud Abbas déclare encore : « J’ai entendu beaucoup de choses ces derniers jours sur l’Autorité, la destruction de l’Autorité, l’effondrement de l’Autorité (…) L’Autorité constitue une de nos réussites à laquelle nous ne renoncerons jamais ».

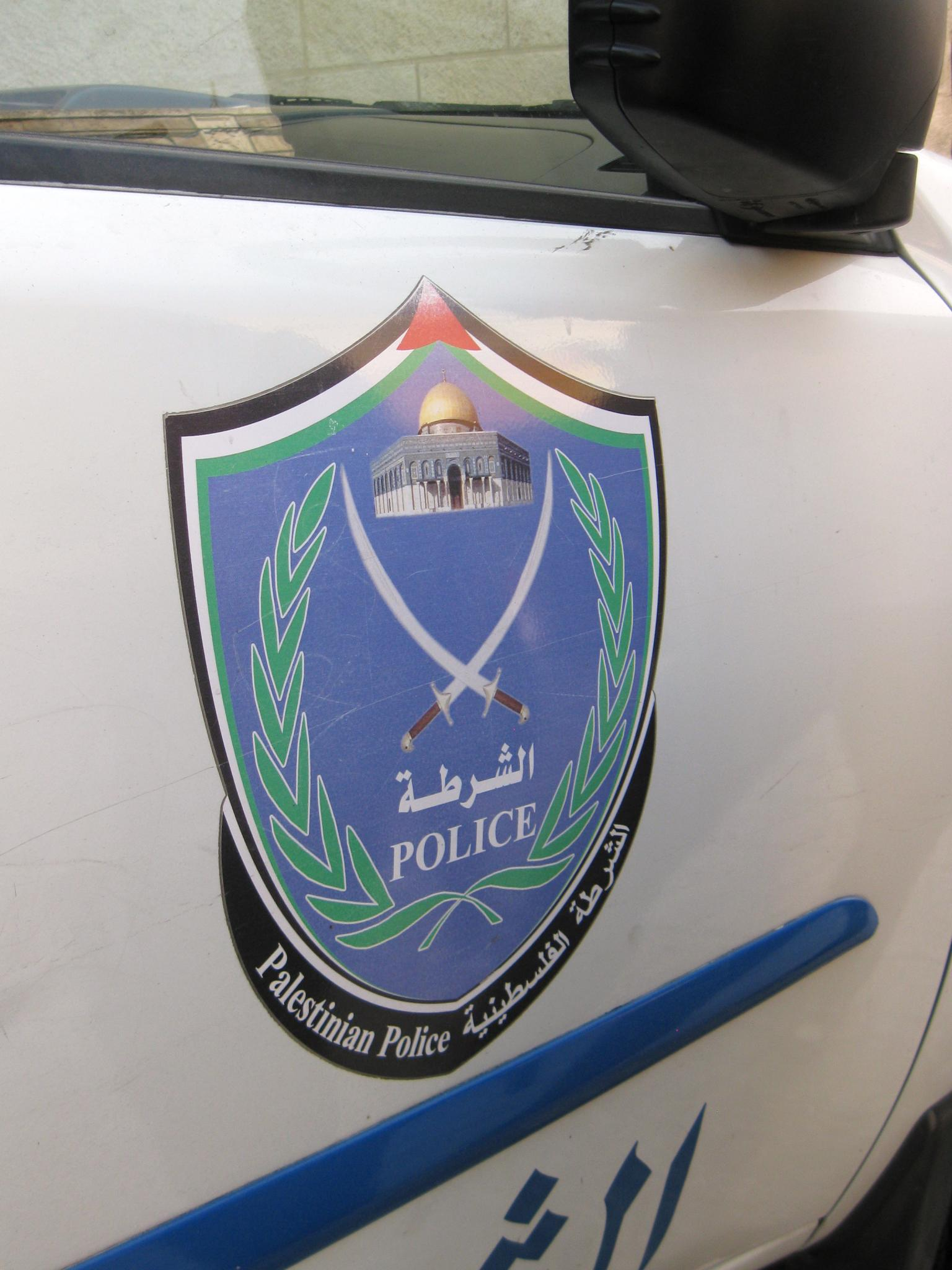
Logo de la police palestinienne sur une de leurs voitures à Bethlehem (Cisjordanie).

## Forces de sécurité
Depuis 1996 il existe une police palestinienne, qui fait partie des Forces de sécurité palestiniennes.

## Finances
Les finances de l’Autorité palestinienne sont grandement dépendantes de l’aide étrangère. Voici comment elles se répartissent.

### Budget 2005 de l'Autorité palestinienne
Total : 1,96 milliard de dollars américains (1,62 milliard d’euros)

### Aide étrangère
Total : 1,1 milliard de dollars américains (910 millions d’euros), dont un tiers pour les salaires gouvernementaux et frais de fonctionnement, le reste pour les infrastructures et projets de reconstruction

### Principaux bailleurs de fonds
- Union européenne : 295 millions de dollars américains (245 millions d’euros), principalement en aide au développement
  - Contributions individuelles des pays de l’UE : 300 millions (250 millions d’euros), les deux principaux pays donateurs étant l’Allemagne à 56 millions de dollars américains (46 millions d’euros) et le Royaume-Uni à 50 millions de dollars américains (41 millions d’euros)
- États-Unis : 234 millions de dollars (193 millions d’euros), principalement pour des projets de développement
- Pays arabes : 204 millions de dollars américains (168 millions d’euros)
- Norvège : 60 millions de dollars américains (50 millions d’euros)
- Japon : 30 millions de dollars américains (25 millions d’euros)

### Revenus des impôts
2005 : 396 millions de dollars américains (327 millions d’euros)

### Autres revenus
Droits de douane et taxe sur la valeur ajoutée collectés par Israël pour l'Autorité palestinienne chaque mois : 50 millions de dollars américains (45,39 millions d’euros)
L'Union européenne (UE) a versé 280 millions d'euros de subvention directe. L'UE a décidé de continuer à verser son aide financière à l’Autorité palestinienne tant que le nouveau gouvernement n’a pas prêté serment, annonce Le Soir. Elle a toutefois conditionné à terme le maintien de son aide à la reconnaissance, par le Hamas, de l’État d’Israël et des accords précédemment signés par l'autorité palestinienne avec Israël et à la renonciation à la violence par le mouvement islamiste.

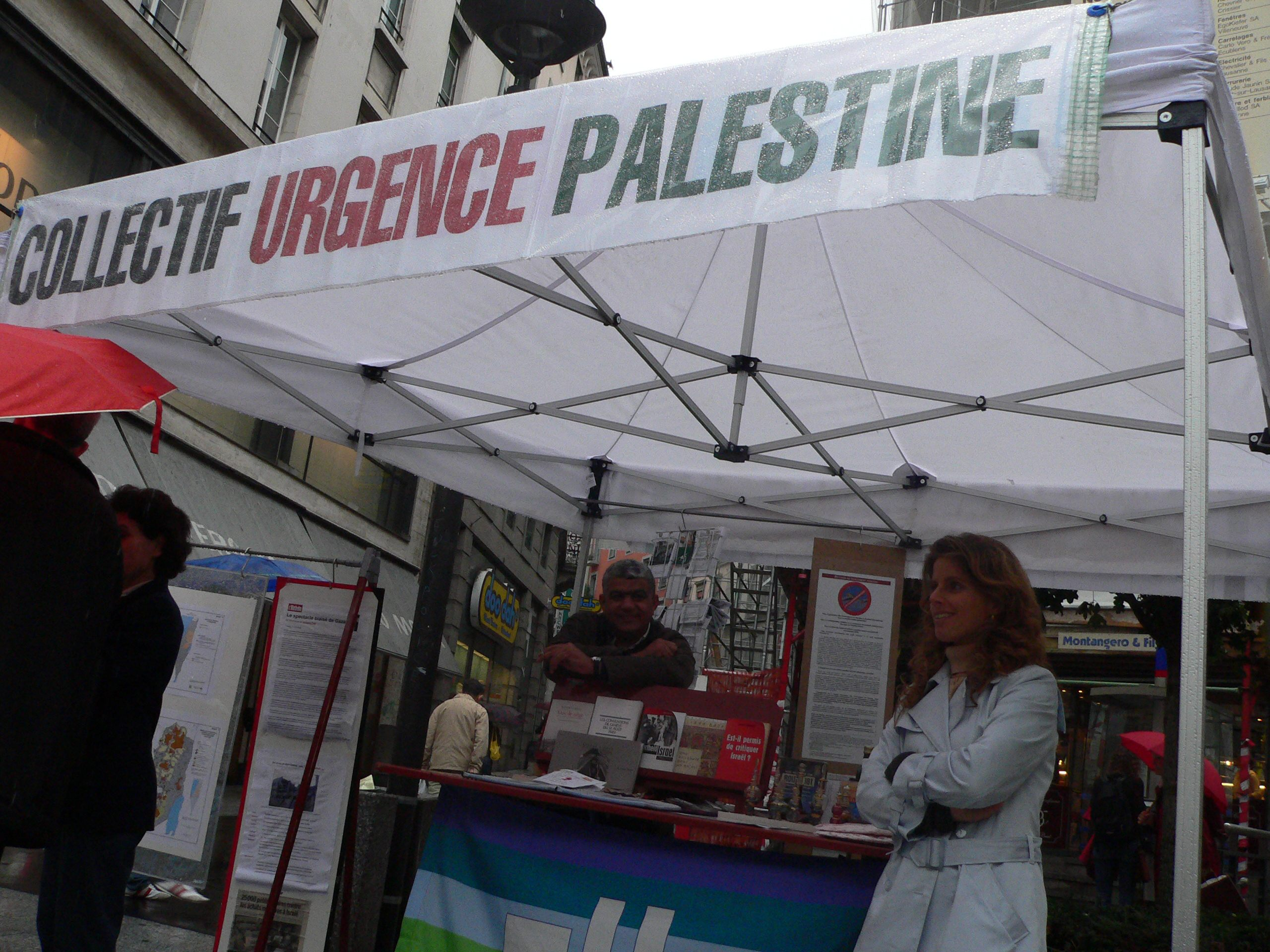
Stand de soutien pro-palestinien à Lausanne (Suisse), 2006.

### Comités de soutien
Selon le site de l'Agence UNRWA destinée à l'aide aux réfugiés palestiniens, plusieurs comités de soutien sont répartis en Espagne, en Italie ou aux États-Unis afin de toucher un plus grand public dans ces pays et de susciter la collaboration de personnes, de groupes de media, de fondations ou de sociétés et de sensibiliser l'opinion publique pour obtenir le soutien et la mobilisation de plus grandes ressources pour les Palestiniens.

### Pressions israéliennes
Les accords d'Oslo prévoient le versement automatique par l’État israélien à l’Autorité palestinienne de toutes les taxes qui lui reviennent de droit mais qu'il prélève lui-même (TVA sur les importations palestiniennes, taxes sur les carburants ou impôts sur les travailleurs palestiniens en Israël) et qui constituent les deux tiers de ses rentrées budgétaires. Le gouvernement israélien interrompt régulièrement ce versement afin d'étrangler financièrement l'AP. 
Dès 1997, peu après la fondation de l'AP, le premier ministre israélien Benyamin Nétanyahou, suspend durant plusieurs mois les transferts. Ariel Sharon suspend à son tour les transferts durant les deux premières années (2000-2002) de la seconde Intifada et Ehoud Olmert les suspend durant un peu plus d’un an, entre la victoire du Hamas aux élections législatives palestiniennes de 2006 et la rupture, en 2007, entre la bande de Gaza contrôlée par le Hamas et la Cisjordanie administrée par l’AP. Benyamin Nétanyahou bloque à nouveau régulièrement les transferts, durant son deuxième passage à la tête du gouvernement entre 2009 à 2021, dès que s’ébauche un rapprochement entre l’OLP et le Hamas, puis en décembre 2022, un mois après son retour au pouvoir, pour sanctionner la saisine par la Palestine de la Cour internationale de justice sur l'occupation israélienne. Les versements sont à nouveau bloqués depuis le début de la guerre dans la bande de Gaza en octobre 2023

## Critiques

### En Israël
Tandis que l'Autorité palestinienne reconnaît la lutte armée comme un moyen de résistance à la colonisation, il lui est reproché par Israël et ses alliés de valoriser le « terrorisme » et le sacrifice en tant que « martyr » avec notamment l'attribution officielle des noms de terroristes palestiniens ayant tué des civils israéliens à des rues, des institutions, des festivals, etc. C'est le cas notamment pour l'activiste Dalal Mughrabi, responsable du massacre de la route côtière, dont il est demandé à la jeunesse palestinienne de « poursuivre l'action »,,,,.

### En Palestine
L'Autorité palestinienne est critiquée pour son impuissance à s'opposer à la poursuite de la colonisation israélienne, pour sa collaboration sécuritaire avec Israël et sa pratique de la corruption à tous les niveaux,. Des observateurs dénoncent également les violations des droits de l'homme dans les territoires de l'Autorité palestinienne : actions militaires mettant en péril des civils, manque de protection des femmes et des filles contre des violences fondées sur le genre ou la discrimination, recours excessif à la force par la police palestinienne, arrestations et détentions arbitraires de journalistes et des personnes critiques à l’égard des autorités palestiniennes, actes de torture et autres mauvais traitements des détenus, etc.
Le blogueur et essayiste palestinien Waleed Al-Husseini acquiert une notoriété internationale en 2010, quand il est arrêté, emprisonné et torturé par les forces de sécurité palestinienne en raison des articles qu'il publie, affichant son athéisme et critiques envers l'islam,,. Cette arrestation est notamment rapportée par l'agence de presse palestinienne Ma'an News Agency qui parle du « blogueur controversé dont les publications sur Facebook rendaient furieux certains musulmans »,. Les organisations palestiniennes des droits de l'Homme ont largement gardé le silence lors de son arrestation ; l'un de leurs juristes de Ramallah déclarait :« Je respecte le droit d'Al-Husseini d'avoir ces opinions, mais il doit aussi respecter la loi, il y a des limites à la liberté d'expression ». A Qalqilyah, l'apostasie et l'athéisme déclarés de « Hasayin » ont déclenché « une réaction de fureur apparemment unanime », appelant à son exécution, « brûlé vif en place publique […] pour faire un exemple ». Relâché, il fait l'objet de polémiques et de menaces, et finit par se réfugier en France où il se positionne comme défenseur de ses valeurs républicaines et de laïcité, tout en dénonçant « avec véhémence cette France qui s’accommode, voire s’acoquine, avec l’islamisme », au risque de mettre en péril les valeurs de la République. Il a publié deux ouvrages en français.
L'activiste et opposant palestinien Nizar Banat,  défenseur des droits humains, qui critiquait la corruption gangrénant l'Autorité palestinienne et ses politiques, est arrêté à plusieurs reprises, sa maison est violemment attaquée et il meurt sous les coups portés par les membres des forces de sécurité palestiniennes venues l’interpeller au domicile familial, une nouvelle fois, en juin 2021 ,,,,. Depuis, des manifestations fustigent le pouvoir incarné par le Fatah et Mahmoud Abbas, lequel vient d’annuler les élections palestiniennes prévues cette années-là. Certains Palestiniens résument leur situation ainsi : « Nous vivons sous deux occupations. Celle d’Israël et celle de l’Autorité palestinienne ».

## Géographie

### Divisions administratives

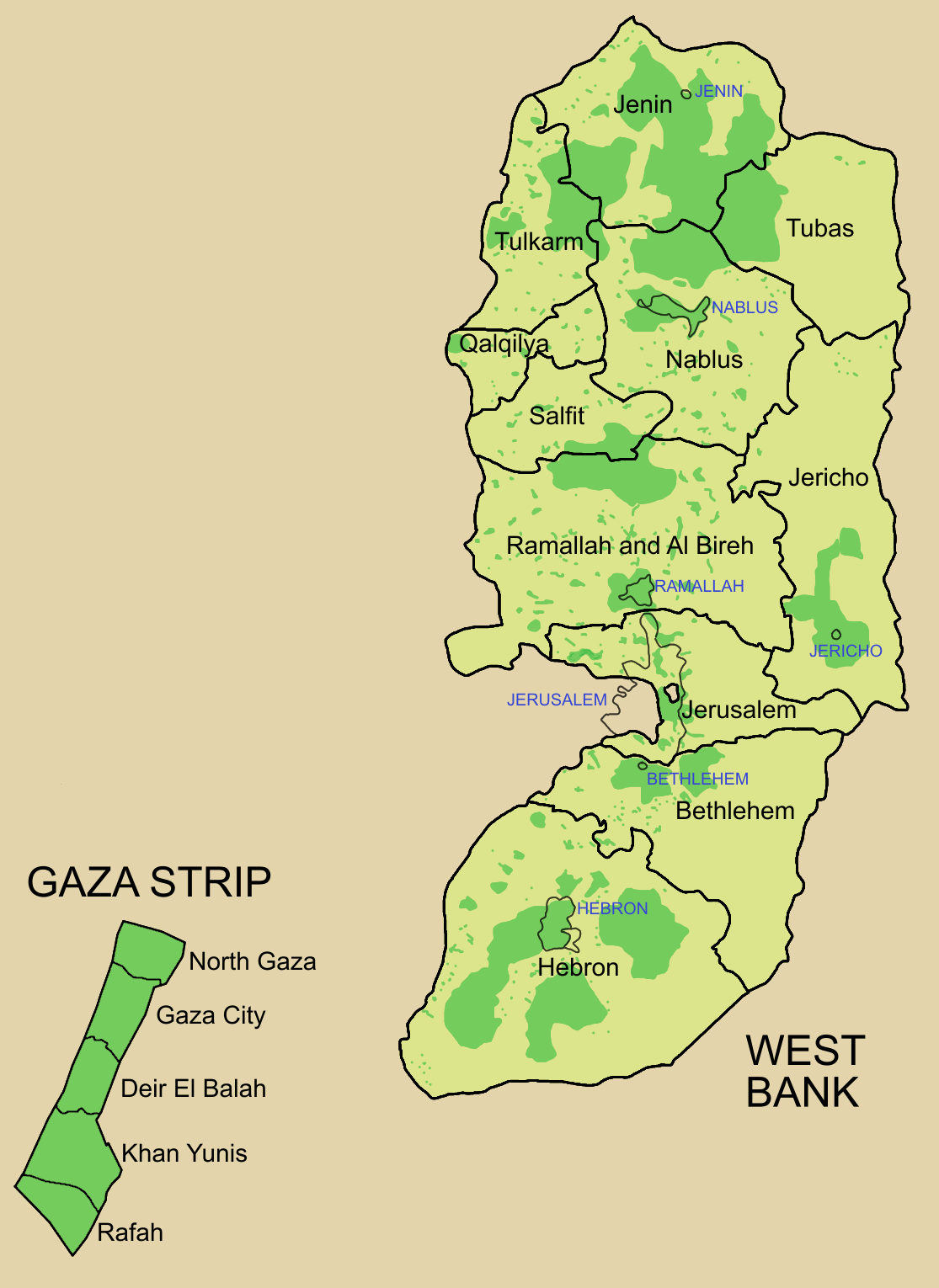
Division administrative des territoires ; les zones A et B sous contrôle total ou partiel de l'Autorité palestinienne sont indiquées en vert foncé.

Les territoires palestiniens occupés en Cisjordanie et dans la bande de Gaza ont été divisés par les accords d'Oslo en trois aires administratives aux statuts différents. Ces zones ont été confirmées par les accords d'Oslo II :
- la zone A (2 %) est la région sous contrôle palestinien total. Les villes palestiniennes, à l'exception de Jérusalem-Est qui a été exclue des accords ;
- la zone B (26 %) est la région sous contrôle palestinien civil mais sous contrôle militaire israélien ;
- la zone C (72 %) est la région sous contrôle total israélien.

Ces territoires ont été divisés en seize gouvernorats (cinq dans la bande de Gaza et onze en Cisjordanie), sous la juridiction de l'Autorité palestinienne.

#### Dans la bande de Gaza
- Gouvernorat de Deir Al-Balah
- Gouvernorat de Gaza
- Gouvernorat de Gaza-Nord
- Gouvernorat de Khan Younès
- Gouvernorat de Rafah

#### En Cisjordanie
- Gouvernorat de Bethléem
- Gouvernorat de Hébron
- Gouvernorat de Jénine
- Gouvernorat de Jéricho
- Gouvernorat de Jérusalem
- Gouvernorat de Naplouse
- Gouvernorat de Qalqilya
- Gouvernorat de Ramallah et Al-Bireh
- Gouvernorat de Salfit
- Gouvernorat de Tubas
- Gouvernorat de Tulkarem